# جاك شولدير
جاك شولدير (بالإنجليزية: Jack Sholder)‏ (و. 1945  م) هو مخرج أفلام، وكاتب سيناريو، ومونتير أمريكي، ولد في فيلادلفيا.

## وصلات خارجية
- جاك شولدير على موقع IMDb (الإنجليزية)
- جاك شولدير على موقع ألو سيني (الفرنسية)
- جاك شولدير على موقع تيرنر كلاسيك موفيز (الإنجليزية)
- جاك شولدير على موقع أول موفي (الإنجليزية)
- جاك شولدير على موقع قاعدة بيانات الأفلام السويدية (السويدية)
- جاك شولدير على موقع إن إن دي بي (الإنجليزية)
- جاك شولدير على موقع قاعدة بيانات الفيلم (الإنجليزية)
- جاك شولدير على موقع كينوبويسك (الروسية)